# Choisy-la-Victoire
Choisy-la-Victoire – miejscowość i gmina we Francji, w regionie Hauts-de-France, w departamencie Oise.
Według danych na rok 1990 gminę zamieszkiwało 256 osób, a gęstość zaludnienia wynosiła 26 osób/km² (wśród 2293 gmin Pikardii Choisy-la-Victoire plasuje się na 743. miejscu pod względem liczby ludności, natomiast pod względem powierzchni na miejscu 465.).